# Hexatoma stolida
Hexatoma stolida är en tvåvingeart som beskrevs av Alexander 1934. Hexatoma stolida ingår i släktet Hexatoma och familjen småharkrankar.
Artens utbredningsområde är Panama. Inga underarter finns listade i Catalogue of Life.